# Phyllodium elegans
Phyllodium elegans là một loài thực vật có hoa trong họ Đậu. Loài này được (Lour.) Desv. miêu tả khoa học đầu tiên.